# Csatád (Románia)
 Csatád (románul:  Lenauheim, németül: Lenauheim, Schadat, Schaddat) falu Romániában, a Bánságban, Temes megyében, Csatád község központja. Az első világháborúig Torontál vármegye, Csenei járásához tartozott.

## Nevének változásai
1920-ban Cetad a neve.

## Története
Reiszig Ede Torontál vármegye községei című művében így ír a településről:
Csatád, a Zsombolya-Lovrin vasútvonal mentén fekvő nagyközség. Már a középkorban jelentékeny pusztai birtok volt és ekkor Temes vármegyéhez tartozott. 1482-1497-ben Chathad néven említik az oklevelek. A XV. század közepén Száti Balázs birtoka, kinek magvaszakadtával Dóczi László, Péter és Imre, továbbá Oláh Péter és Dési János nyerik adományul. 1477-ben a magvaszakadt Száti Pál itteni birtokaiba a Dóczi családot iktatják be; a Dócziak 1481-ben és 1482-ben a Rábéi család itteni birtokait szerzik meg. 1494-ben Nagylucsei (később Dóczi) Ferencz új királyi adományt nyer, Csatád-puszta részeire. A hódoltság alatti birtokosairól nincsenek adataink és sem, az 1723-25. évi Mercy-féle térképen, sem, az 1761-ben, az Aldana mérnöktől készített térképen nem fordul elő. Mind e mellett 1750 óta, mint pusztát, a délmagyarországi kincstári bérlők társasága bírta bérben. A jelenlegi helységet Hildebrand temesvári tartományi igazgatósági tanácsos, 1767-ben telepítette be. Ő építtette az új falu házait, szám szerint kétszázkettőt és németeket telepített ide, a kiknek itt 1769-ben templomot is emeltetett. 1775-ben már jelentékenyebb helység s postaállomás is volt. 1779-ben Torontál vármegyéhez csatolták. 1848-ig a kamara volt a helység földesura. A római kath. plébániát Mária Terézia királynő alapította. Az iskola 1800-1804-ben épült. 1819 március 5-én a helység országos és hetivásárok tartására nyert szabadalmat. Itt született 1802 augusztus 15-én Lenau (családi nevén Niembsch) Miklós, híres költő, kinek atyja akkoriban kincstári írnok volt Csatádon.
Az 1849 augusztus 5. és 6-án vívott szőregi és besenyei csaták után, augusztus 7-én, a visszavonuló magyar hadakból mintegy 20.000 ember érkezett Csatádra. Másnap, augusztus 8-án, az osztrák had elérvén a magyarok utóhadát, délután a helység alatt rövid ideig tartó ütközet fejlődött ki, mire a magyarok Nagyjécsára hátráltak. Az összeütközésnek 14 halottja volt, a kik az itteni temetőben pihennek. ...  Az önkényuralom alatt a csatádi uradalmat a szabadalmazott osztrák nemzeti banknak zálogosították el s ennek birtokában maradt 1867-ig.
E helység határában feküdt Balogd-puszta, melyről egy 1494-ben kelt oklevél emlékezik meg. Ekkor Nagylucsei (később Dóczi) Ferencz nyerte adományul. Ugyancsak Billéd és Csatád között tűnik fel Bogárosd (Bogáros)-puszta, a melyről 1464-1494. évi oklevelek emlékeznek meg. 1493-ban Csatádi László fia, Mikei Márton zálogosította el itteni részbirtokait. 1494-ben szintén Nagylucsei Ferencz nyerte adományul.

### Az első világháború után
1951-ben 496 bánáti sváb lakosát deportálták a Bărăganra.

## Népessége
- 1900-ban 8104 lakosából 7727 volt német, 94 magyar, 62 román, 221 egyéb (12 szerb)  anyanyelvű; 7984  római katolikus , 64 ortodox, 13 görögkatolikus, 25 izraelita, 13 református, 3 evangélikus és 2 egyéb vallású.
- 2002-ben az 5676 lakosából 4617 volt román,  727 cigány, 193 német, 99 magyar, 21  ukrán, 8 szerb, 5 ukrán és 2 cseh, 4337 ortodox, 814 római katolikus, 43 református, 327 pünkösdista, 51 baptista, 34 görögkatolikus, 10 adventista és egyéb illetve ateista.

## Nevezetesség
- 18. századi postaállomás és fogadó, ma Lenau-múzeum. A romániai műemlékek jegyzékében a TM-II-m-A-06246 sorszámon szerepel.[2]
- Nikolaus Lenau szobra a polgármesteri hivatal előtt (TM-III-m-A-06317).

## Híres emberek
- Itt született Nikolaus Lenau (1802-1850) német nyelven alkotó osztrák költő, a német biedermeier korának meghatározó alakja.
- Itt született Járosy Dezső (1882. december 7-én) zeneesztéta, kritikus, orgonaművész, zeneszerző.